# Eumelea lipara
Eumelea lipara är en fjärilsart som beskrevs av Reginald James West 1930.
Eumelea lipara ingår i släktet Eumelea och familjen mätare. Inga underarter finns listade i Catalogue of Life.